# Eddie de Jong
Eddie de Jong (Amsterdam, 16 oktober 1950) is een Nederlands striptekenaar. Samen met René Windig vormt hij het duo Gezellig en Leuk of Windig en de Jong. Ze zijn vooral bekend van hun dagbladstrip Heinz,  die liep van 1987 tot 2000 en daarna opnieuw van 2004 tot 2006.
Op de middelbare school, het Vondelgymnasium, leerde Eddie de Jong René Windig kennen. Samen met drie andere jongeren (Hans van Amstel, Hans Niepoth en Hans Rorh) vormden ze "De 5 slijmerds" en gaven ze een amateurblaadje uit Gezellig en leuk genaamd. Die titel gebruikten Windig en de Jong als auteursnaam voor hun eerste strip, Fnirwak. Voor deze strip ontvingen ze in 1984 een Stripschappenning. Hun latere strips tekenden ze als Windig en de Jong.
- Library of Congress Control Number: no2011064277
- Nederlandse Thesaurus van Auteursnamen: 069927073
- RKD-Nederlands Instituut voor Kunstgeschiedenis: 90165
- Virtual International Authority File: 170210870